# Bernt Notke

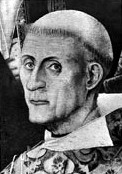
Bernt Notke – vermutetes Selbstporträt in der zerstörten Gregorsmesse

Bernt Notke (* um 1435 in Lassan; †  1509 (vor dem 12. Mai) in Lübeck) war ein in Nordeuropa bekannter Lübecker Maler und Bildhauer, wohl der bedeutendste im Ostseeraum des ausgehenden Mittelalters.

## Leben
Notke ist ab 1467 in Lübeck nachweisbar, als er in das Amt der Maler und Glaser aufgenommen wurde. Zu diesem Zeitpunkt war er schon länger hier als Maler tätig und wohnte in der Johannisstraße, der heutigen Dr.-Julius-Leber-Straße. Es gilt als sicher, dass er seine Ausbildung zumindest teilweise als Kartonmaler für den Bildwirker Pasquier Grenier in Tournai absolviert hat. Durch Großaufträge in den 1470er Jahren war es ihm möglich, 1479 ein Haus in der Breiten Straße in der Nähe der Jakobikirche zu erwerben.
Nachdem er in den 1480er Jahren mehrfach nach Schweden gereist war, war er ab 1491 für mehrere Jahre in Stockholm ansässig. Bis 1496 übte er das Amt des schwedischen Münzmeisters aus, das direkt dem Reichsverweser Sten Sture dem Älteren unterstellt war. Ab 1498 war Notke nachweislich wieder in Lübeck und blieb hier auch bis zu seinem Tod 1509, ab 1505 als Werkmeister der Petrikirche.

## Werke

Johannesaltar der Schonenfahrer
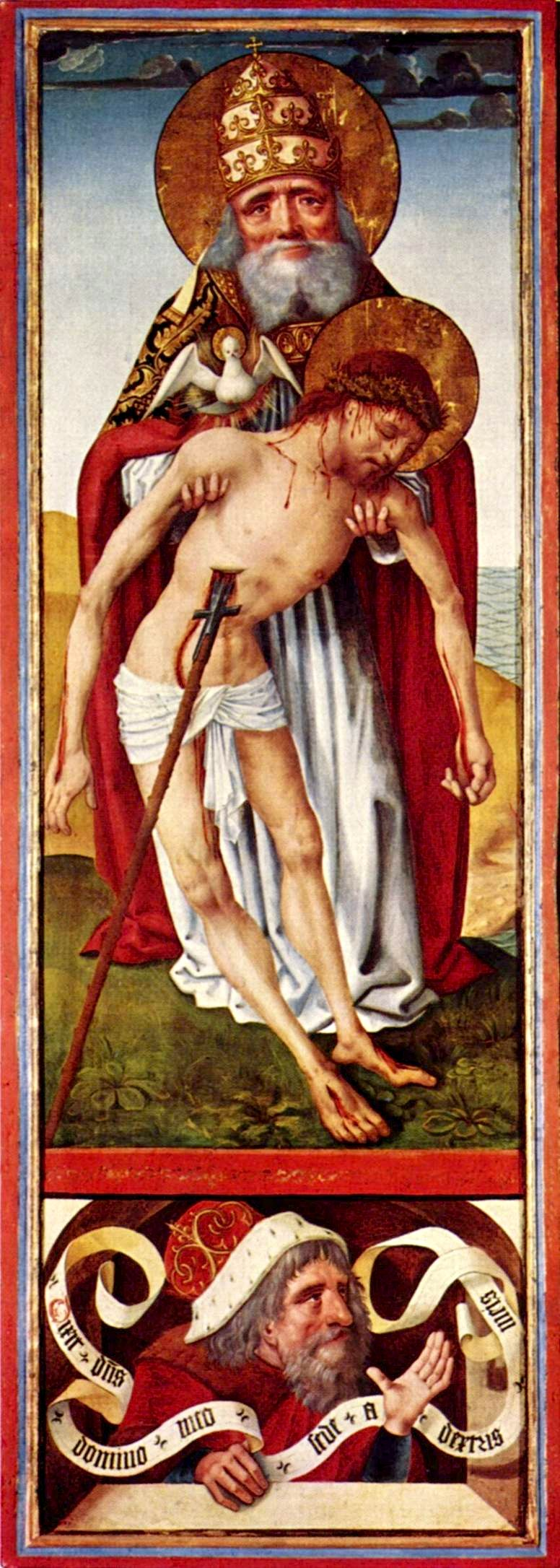
oben: Gnadenstuhl, unten: Prophet mit Spruchband
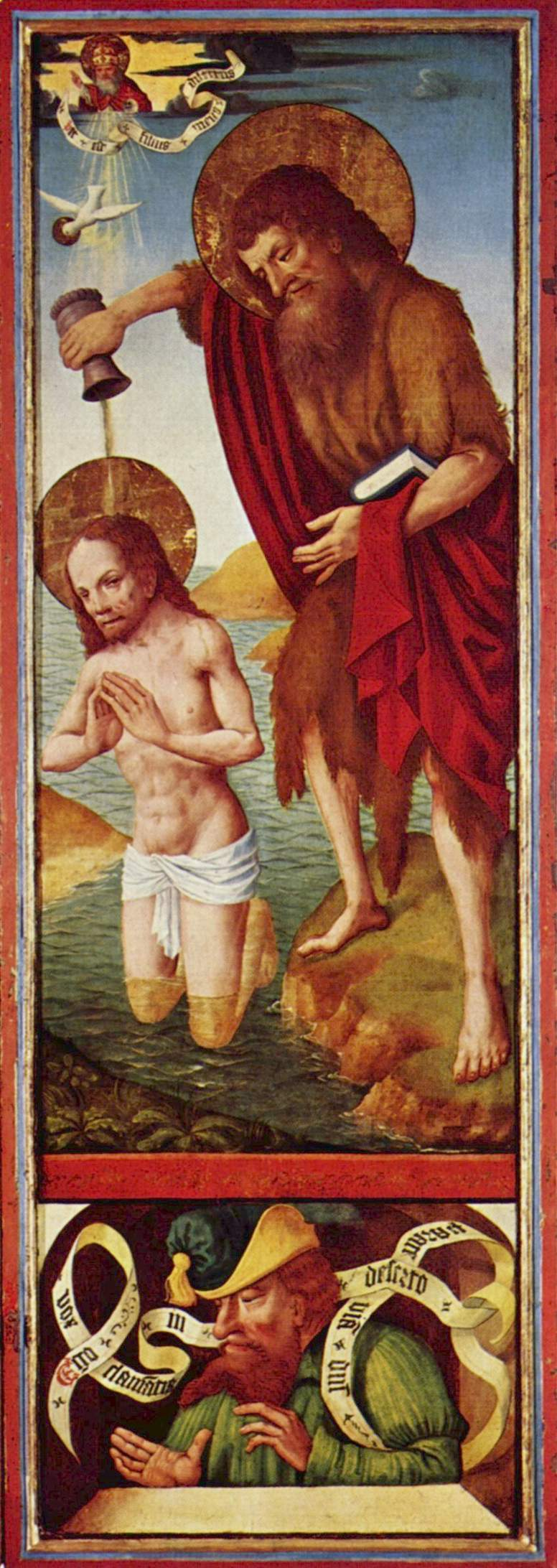
oben: Taufe Christi, unten: Prophet mit Spruchband

Lediglich drei Werke sind als Schöpfungen Notkes bzw. seiner Werkstatt urkundlich gesichert: das Triumphkreuz und der Lettner im Dom zu Lübeck, der Altar im Dom zu Aarhus als Schenkung des Bischofs Jens Iversen Lange und der Altar der Heilig-Geist-Kirche in Tallinn. Weitere Werke sind ihm im Laufe der Forschung durch stilistische Untersuchungen zugeschrieben worden. Notke steht als in Lübeck ansässiger Künstler neben Hermen Rode für die große Zeit des hansischen Kunstexports im Spätmittelalter nach vielen Orten in Nordeuropa. Einer der wichtigsten Schüler Notkes war Henning von der Heyde.
Der mittelalterliche Kunsthandel über Lübeck erfolgte als Durchfuhr aus anderen Teilen Deutschlands und den Niederlanden, insbesondere vom Niederrhein und aus Flandern (Brügge), oder aus eigener Fertigung in Lübeck, wofür die große Werkstatt Notkes neben vielen anderen ungenannten Werken steht.

### Werkliste
- Lübecker Totentanz für die Marienkirche von 1463; 1701 ersetzt durch eine Kopie des Kirchenmalers Anton Wortmann, diese zerstört 1942
- Revaler Totentanz – Replik für Reval/Tallinn, Reste heute in der Nikolaikirche und Niguliste Museum
- Flügel des Johannesaltars der Schonenfahrer im St.-Annen-Museum in Lübeck
- Stiftungen des Lübecker Bischofs Albert II. Krummendiek für den Lübecker Dom aus dem Jahr 1477:
  - Triumphkreuz
  - Laienaltar vor dem Chor
- Im Werkzusammenhang mit dem Triumphkreuz die von dem Lübecker Bürgermeister Andreas Geverdes gestiftete
  - Holzverkleidung des Lettners des Lübecker Doms
- Flügelaltar für den Dom von Århus von 1479 (mit Stifterporträt des Bischofs Jens Iversen Lange)
- Retabel aus Thurö (heute im Nationalmuseum Kopenhagen), gestiftet nach 1481
- Retabel des Hochaltars der Heilig-Geist-Kirche in Reval von 1483
- Für den schwedischen Reichsverweser Sten Sture schuf er gemeinsam mit den Gehilfen seiner Werkstatt wie Heinrich Wylsynck[2] die kolossale Reitergruppe des Heiligen St. Georg in der Nikolaikirche von Stockholms Gamla Stan als Altarstiftung und Grablege.[3] Ein Gipsabguss befindet sich seit 1924 in der Museumskirche St. Katharinen in Lübeck.
- Porträt des schwedischen Königs Karl Knutson Bonde, um 1489, heute in Schloss Gripsholm
- Gregorsmesse, vermutlich von 1503[4] in der Lübecker Marienkirche, 1942 verbrannt
- die von Paatz noch Notke als Alterswerk zugeschriebene bronzene Grabplatte für die Familie Hutterock (1508) blieb der Marienkirche erhalten[5]

#### Unklare Zuschreibung
- Altar für die Kirche von Trondenes bei Harstad in Nordnorwegen

### Gehilfen
- Heinrich Wylsynck (belegt)
- Meister der Revaler Passion (vermutet)

## Galerie

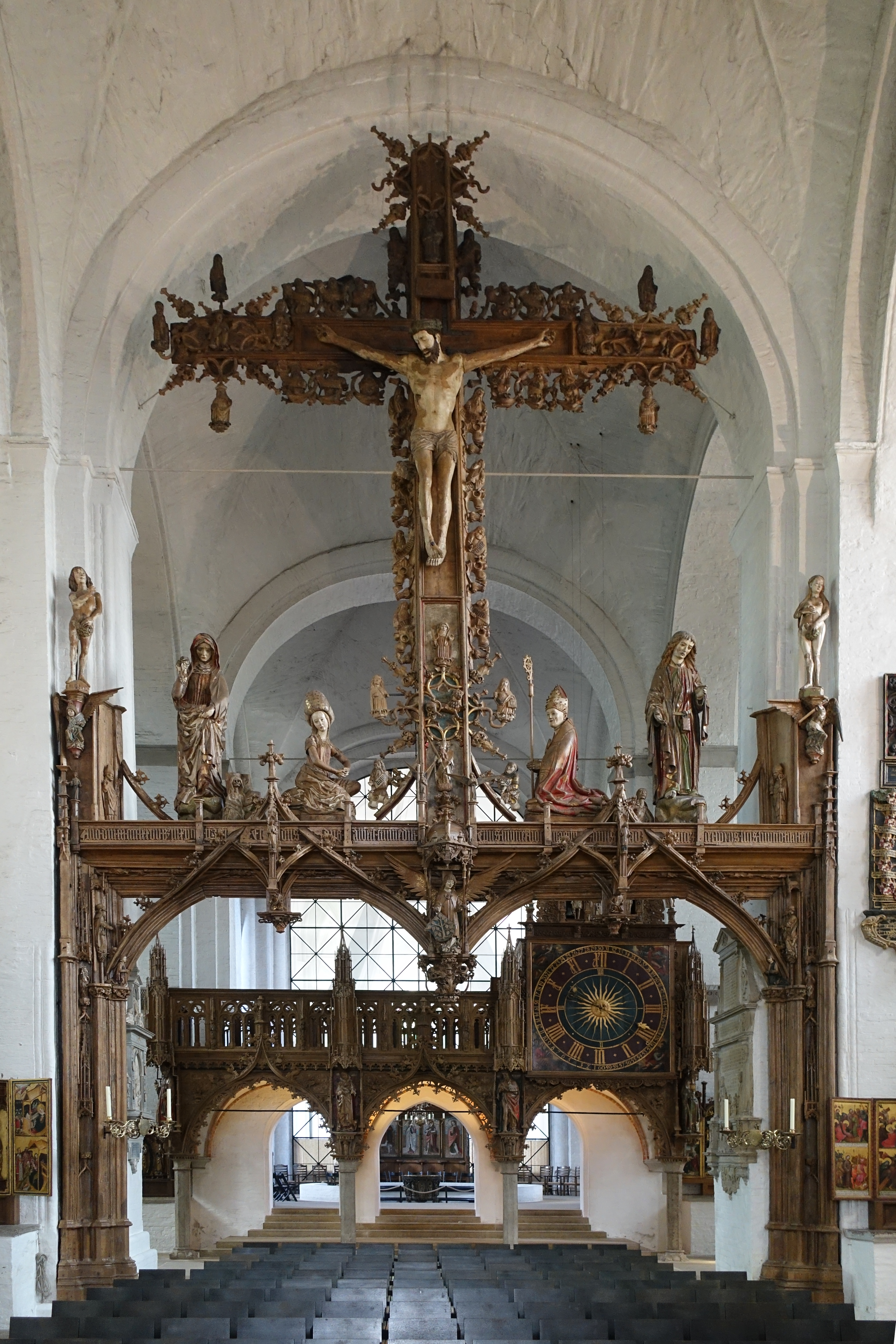
Triumphkreuz im Dom zu Lübeck
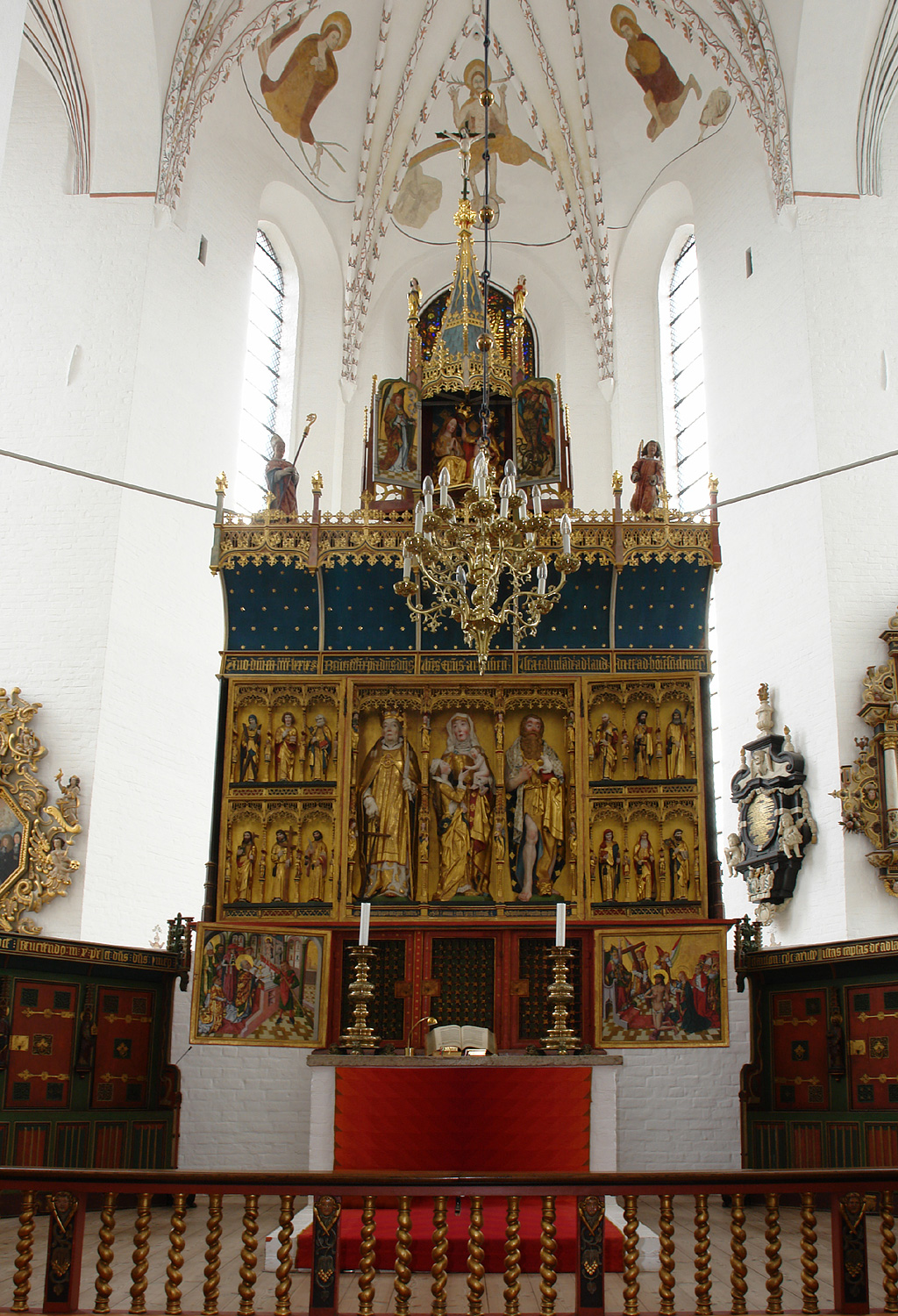
Bernt Notkes Altar im Dom zu Århus
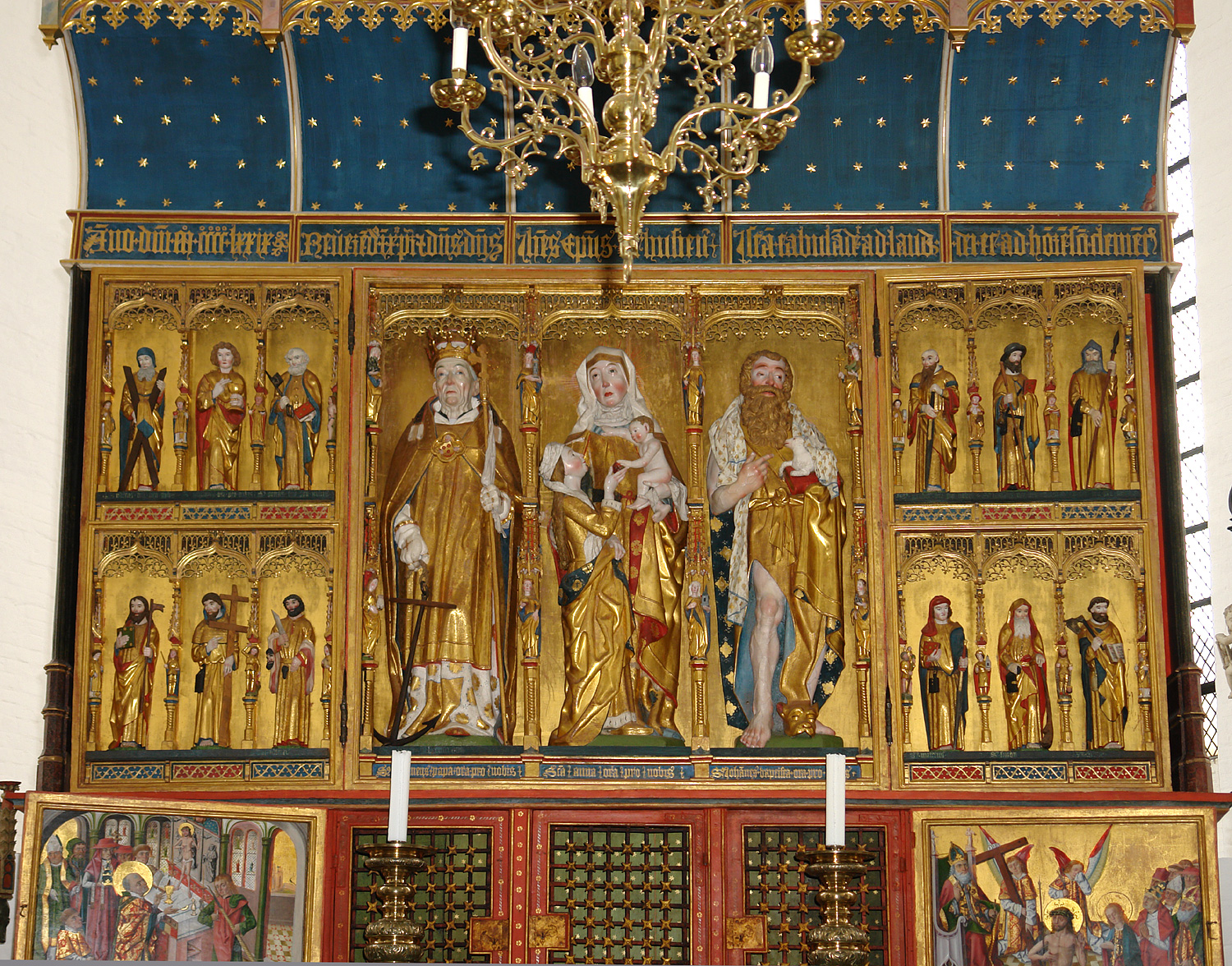
Mittelteil des Altars von Århus
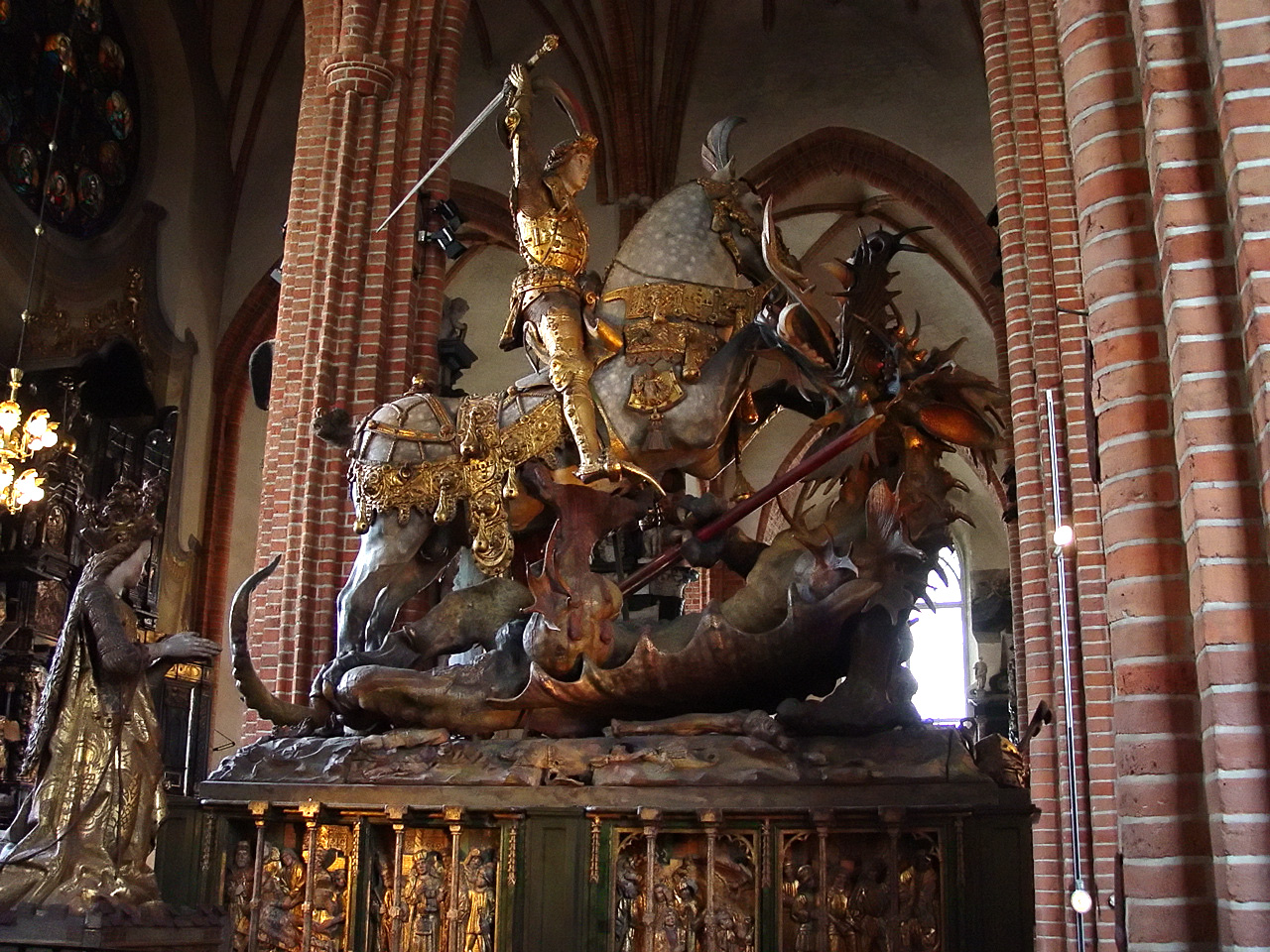
St. Georg mit dem Drachen kämpfend in der Storkyrkan
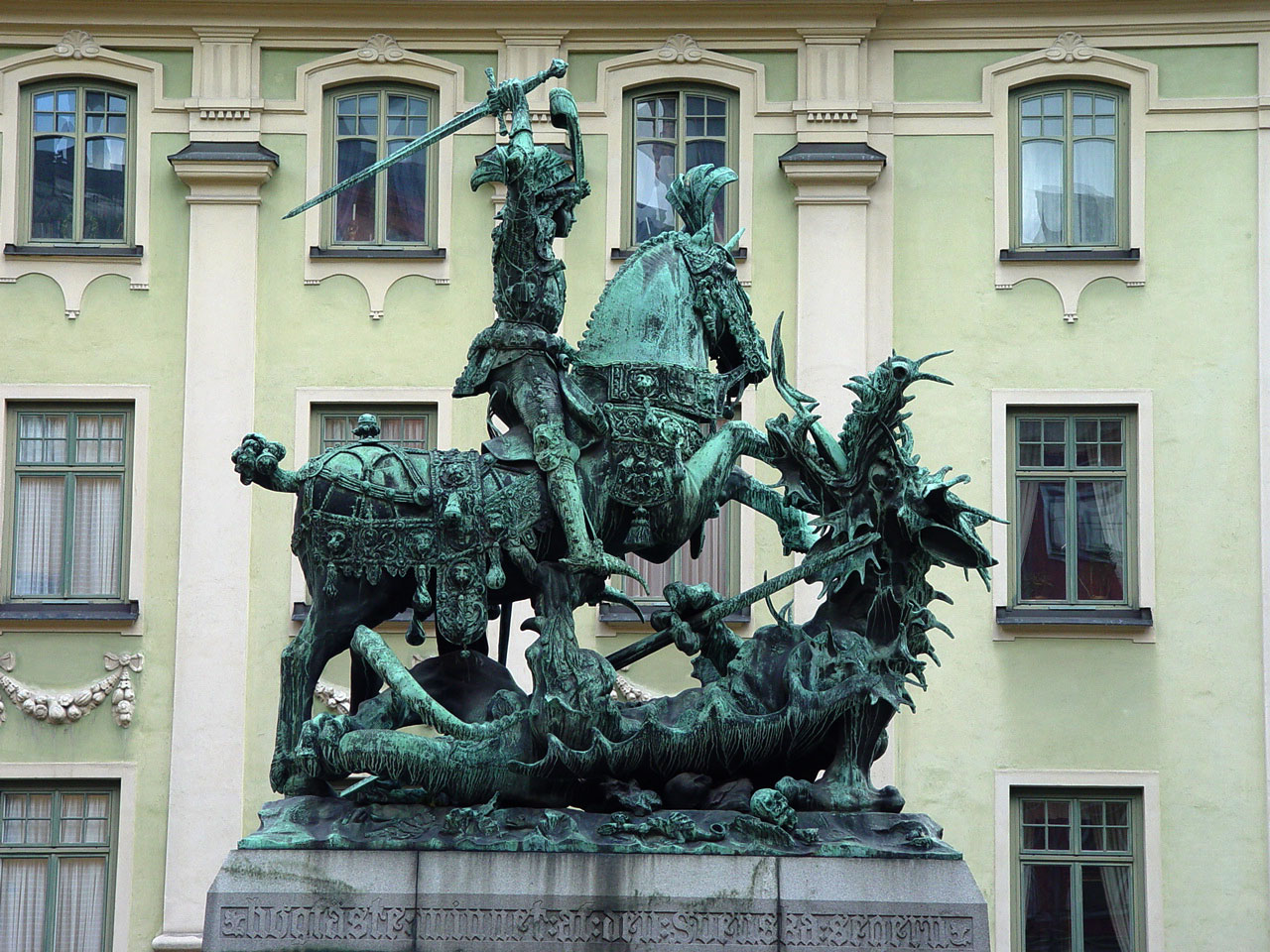
St. Georg in Stockholms Gamla stan (Nachbildung 1912)
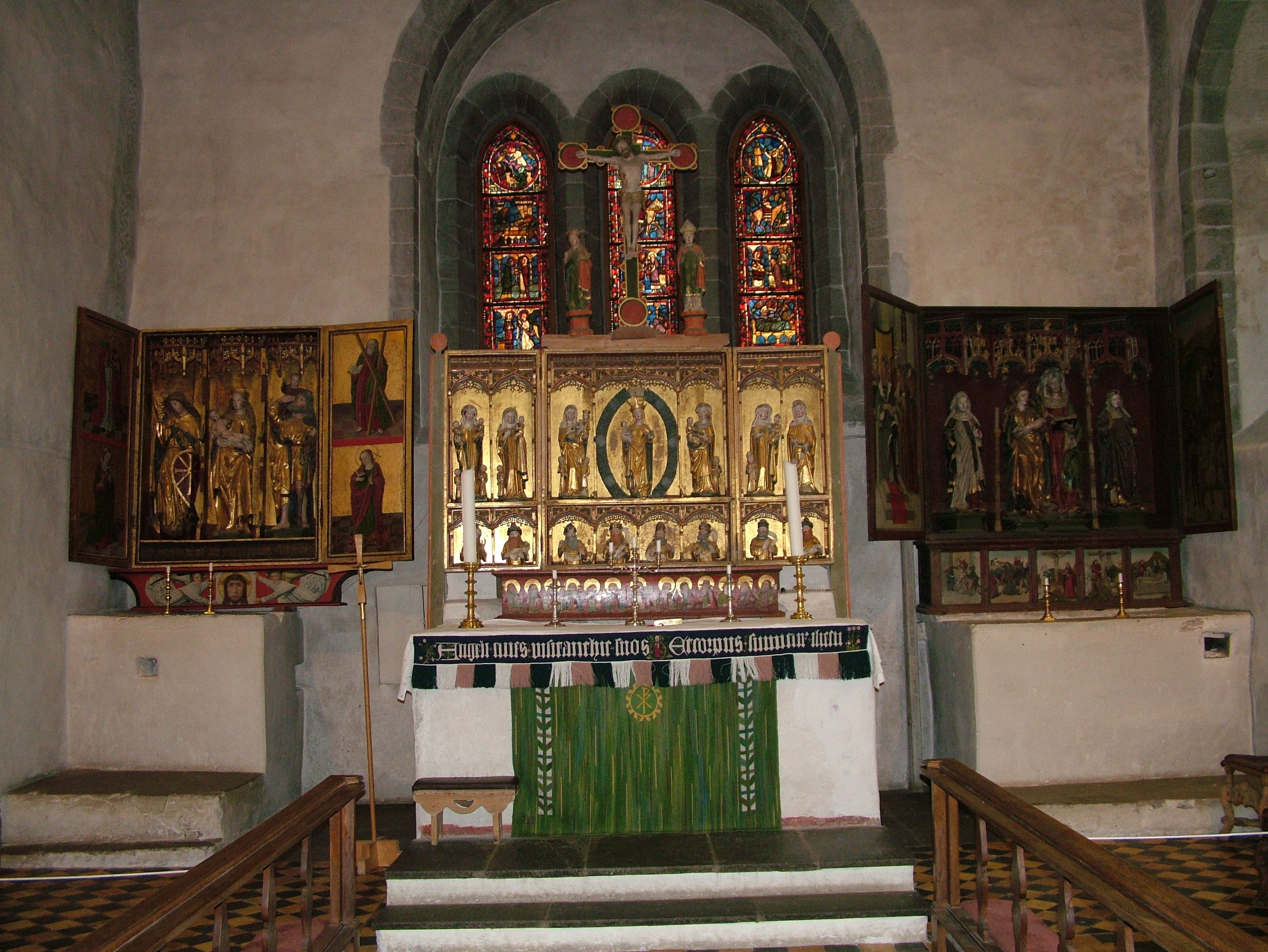
Inneres der Kirche in Trondenes
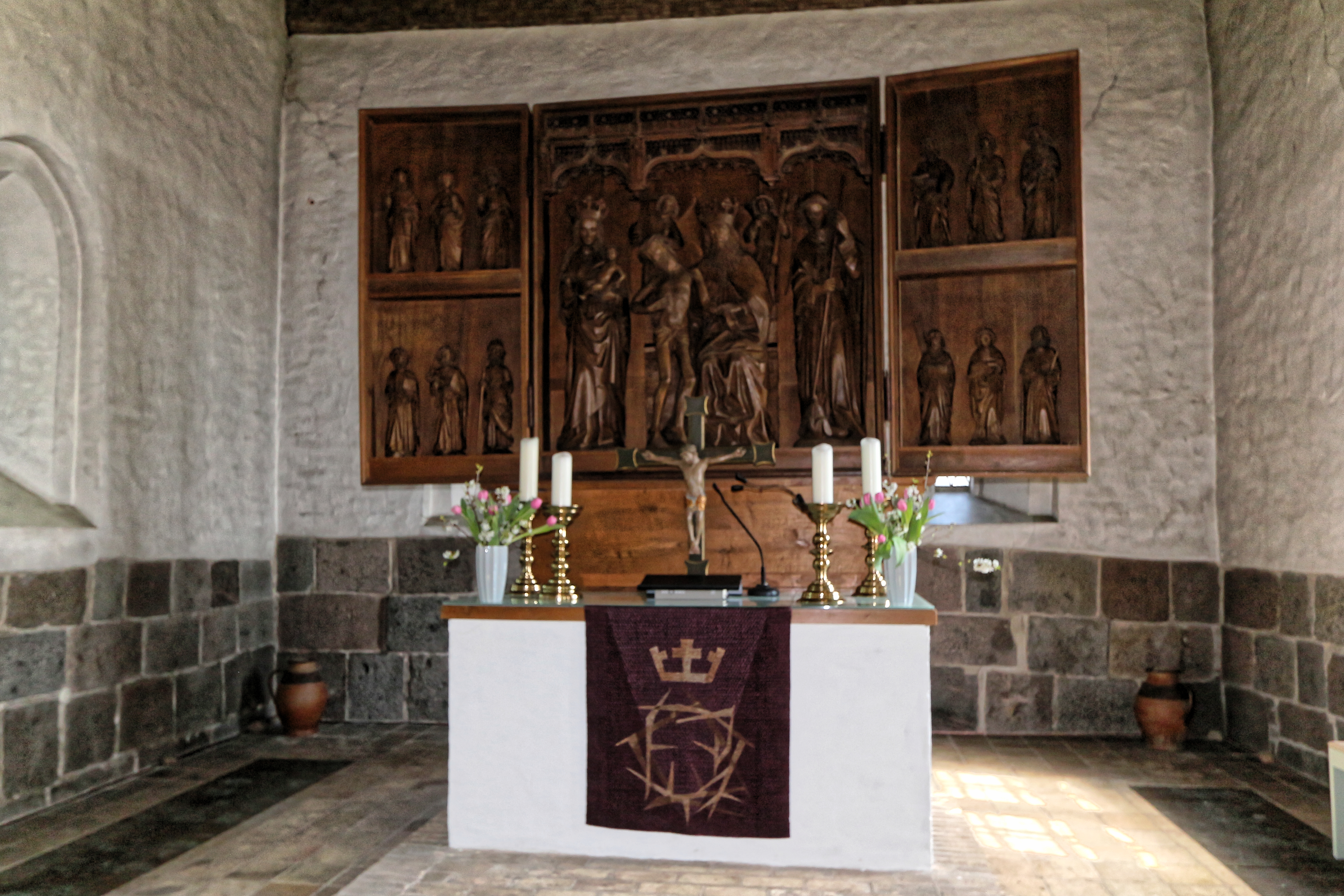
Altar St. Marien Norderbrarup

## Eponyme
In seinem Wirkort Lübeck existierte ab 1934 die Bernt-Notke-Schule. Die Realschule wurde im August 2011 in Julius-Leber-Schule umbenannt, in Erinnerung an den SPD-Politiker und Widerstandskämpfer Julius Leber.

## Einzelbelege
1. ↑  Dafür soll auch seine Malweise sprechen, die Elemente der nordfranzösischen Tafelmalerei in der Art von Nicolas Froment aufweist.
2. ↑  Nach Walter Paatz wohl identisch mit dem Imperialissima-Meister.
3. ↑  Die früher vertretene These, Sture habe die Gruppe zur Erinnerung an die Schlacht am Brunkeberg errichten lassen, wird heute eher abgelehnt. (Petermann, S. 119f)
4. ↑  Siehe Boockmann (Lit.)
5. ↑  nach Petermann, S. 231
6. ↑  Karin Lubowski: Bernt Notke ist jetzt verschwunden In: sh:z vom 19. August 2011.

| Personendaten    | Personendaten                |
| ---------------- | ---------------------------- |
| NAME             | Notke, Bernt                 |
| KURZBESCHREIBUNG | Lübecker Maler und Bildhauer |
| GEBURTSDATUM     | um 1435                      |
| GEBURTSORT       | Lassan                       |
| STERBEDATUM      | vor 12. Mai 1509             |
| STERBEORT        | Lübeck                       |